# Кулик, Иван Юлианович
Ива́н Юлиа́нович Кули́к (настоящее имя и фамилия — Израиль Юделевич Кулик) (14 января 1897, Шпола — 10 октября 1937, Киев) — украинский советский писатель, поэт, прозаик, переводчик, партийный и общественный деятель.

## Биография
Окончил четырёхклассное училище в Умани, куда переехали родители.
В 1911 году поступил в Одесское художественное училище, но в 1914 иммигрировал в США. Работал на фабриках и шахтах Пенсильвании.
Там же начал свою литературную деятельность: печатал стихотворения на русском языке в социал-демократической газете «Новый мир». В 1914 году Кулик вступил в РСДРП(б).
Весной 1917 года через Дальний Восток и Сибирь Кулик вернулся на Родину, где во время Октябрьского вооружённого восстания в Киеве стал членом ревкома. С декабря 1917 — член Главного комитета социал-демократии Украины, ЦИК Советов Украины, позже вошел в состав Народного секретариата УССР. Участник Гражданской войны 1918—1920.
В 1918—1919 работал в Украинском отделе Наркомнаца в Москве, член коллегии, затем полпред СНК РСФСР в УССР. В 1919—1920 на подпольной большевистской работе на Западной Украине, в 1920 году был членом Галицкого ревкома. В 1924—1926 консул СССР в Канаде. Также работал секретарем Каменец-Подольского райпарткома (май 1921-май 1922 и сентябрь 1930-июнь 1932), преподавал в местном Институте наробразования.
В 1923 вошел в группу украинских писателей «Гарт». Сотрудничал с журналом «Червоний шлях». В 1927 стал лидером Всеукраинского союза пролетарских писателей, а в 1934 году возглавил новообразованный Союз советских писателей Украины.
Был членом ЦК ВКП(б) и ЦИК УССР, с 1935 директором Партиздата ЦК КП(б)У. Первый главный редактор журнала «Вітчизна» (Харьков, 1933).
27 июля 1937 года был арестован. Уже на первом допросе он дал такие признания: "…Я настолько сросся с украинскими националистами, что когда Кость Котко и Яловий предложили мне — еврею — вступить в украинскую националистическую организацию, я расценил это как выдвижение меня на роль «спасателя украинского народа. Это импонировало моей амбиции. Не задумываясь, я согласился принимать участие в организации…».
В обвинительном заключении отмечалось и такое: «…с 1925 года был агентом английской разведки, которого завербовали для работы в интересах Великобритании представители „Интелидженс сервис“ в Канаде во время пребывания там в ранге консула СССР».
Самого приговора закрытого судебного заседания в судебно-следственном деле нет. Но есть справка о том, что Иван Кулик 7 октября в 1937 года «…осужден по первой категории… Приговор приведен в исполнение 10 октября 1937 года».(Но в официальном документе о его реабилитации написано, что он умер от пневмонии 10 октября 1941 года.) Тогда же была арестована и расстреляна его жена — украинская поэтесса Люциана Карловна Пионтек (немка по происхождению).
12 октября 1956 года Военная коллегия Верховного Суда СССР установила, что писатель был арестован и расстрелян без оснований, по сфальсифицированным материалам, и поэтому решила: «Постановление НКВД СССР и Прокурора СССР от 7 октября 1937 года о И. Ю. Кулике отменить и дело из-за состава преступления закрыть».

## Публикации
- Сборник «Мои частушки» (Харьков, 1921)
- «Обзор революции на Украине» (Харьков, 1921)
- Сборник «Выздоровление» (Харьков, 1923)
- Сборник «Зеленое сердце» (Харьков, 1923)
- Сборник «В окружении» (Киев, 1927)
- Сборник «Ниагара» (Киев, 1929)
- Поэма «Черная эпопея» (Харьков, 1929)
- Повесть «Приключения Василия Роленко в стране фейкерив» (Харьков, 1929)
- Брошюра "Чикагская трагедия. Откуда пошло празднование Первого мая " (Харьков, 1929)
- Сборник «Шесть поэм» (Харьков, 1930)
- Детские стихи «О мостовую и молоток» (Харьков, 1931)
- Поэма «Карачай. Горный примитив» (Харьков, 1931)
- Сборник «Ганька на трибуне. Цикл литагиток» (Харьков, 1932)
- Сборник «Четырнадцатая люлька» (Харьков, 1932)
- Роман «Записки консула» (Харьков, 1934)
- Поэма «Шестнадцать морцив» (Харьков, 1934)
- Поэтический сборник «Возмужала молодость» (Киев, 1935)
- Сочинения (Харьков, 1932)
- Записки консула (Москва, 1958)